# ساتيش ميشرا
ساتيش ميشرا هو محامي وسياسي هندي، ولد في 9 نوفمبر 1952 في كانبور في الهند. نشط حزبياً في Bahujan Samaj Party ‏. وقد انتخب عضو راجيا سابها ‏ عن دائرة أتر برديش ‏ وقد انضم خلال فترته النيابية للكتلة البرلمانية Bahujan Samaj Party ‏.